# Plemyria fumosa
Plemyria fumosa là một loài bướm đêm trong họ Geometridae.